# 6 Heures de Watkins Glen 2015
Navigation
Édition précédente Édition suivante
La 65e édition des 6 Heures de Watkins Glen s'est déroulée du 24 juin 2015 au 28 juin 2015. Il s'agissait de la sixième manche du championnat United SportsCar Championship 2015 et de la troisième manche de la mini série Coupe d'Endurance d'Amérique du Nord (ou CAEN).

Cette édition des 6 Heures de Watkins Glen a été remportée par la Corvette DP no 90, pilotée par Richard Westbrook et Michael Valiante qui était partie en sixième position.

## Engagés
La liste officielle des engagés était composée de 34 voitures, dont 8 en Prototype, 7 en Prototype Challenge, 8 en GTLM et 11 en GTD.

## Qualifications
Pour cause de mauvaises conditions météorologiques, la séance de qualification a été annulée, le meilleur temps des essais libres a été utilisé à la place.
| Pos. | Classe | No. | Équipe                                   | Voiture                        | Pilote                                             | Temps          | Grille |
| ---- | ------ | --- | ---------------------------------------- | ------------------------------ | -------------------------------------------------- | -------------- | ------ |
| 1    | P      | 60  | Michael Shank Racing avec Curb-Agajanian | Honda HPD Ligier JS P2         | Richard Westbrook Michael Valiante                 | 1 min 38 s 055 | 1      |
| 2    | P      | 5   | Action Express Racing                    | Coyote Corvette DP             | João Barbosa Christian Fittipaldi Max Papis        | 1 min 38 s 740 | 2      |
| 3    | P      | 31  | Action Express Racing                    | Coyote Corvette DP             | Eric Curran Dane Cameron Max Papis                 | 1 min 38 s 770 | 3      |
| 4    | P      | 01  | Chip Ganassi Racing                      | Ford EcoBoost Riley Mk XXVI DP | Joey Hand Scott Pruett                             | 1 min 38 s 785 | 4      |
| 5    | P      | 10  | Wayne Taylor Racing                      | Coyote Corvette DP             | Ricky Taylor Jordan Taylor Max Angelelli           | 1 min 38 s 992 | 5      |
| 6    | P      | 90  | VisitFlorida.com Racing                  | Coyote Corvette DP             | Richard Westbrook Michael Valiante                 | 1 min 39 s 944 | 6      |
| 7    | PC     | 54  | CORE Autosport                           | Oreca FLM09                    | Jon Bennett Colin Braun James Gue                  | 1 min 40 s 815 | 7      |
| 8    | PC     | 8   | Starworks Motorsport                     | Oreca FLM09                    | Renger van der Zande Mike Hedlund (en) Alex Popow  | 1 min 41 s 471 | 8      |
| 9    | PC     | 38  | Performance Tech Motorsports             | Oreca FLM09                    | James French Jerome Mee Conor Daly                 | 1 min 41 s 767 | 9      |
| 10   | PC     | 52  | PR1/Mathiasen Motorsports                | Oreca FLM09                    | Mike Guasch Tom Kimber-Smith Andrew Palmer (en)    | 1 min 41 s 772 | 10     |
| 11   | P      | 07  | SpeedSource                              | Mazda Prototype                | Tom Long Joel Miller Ben Devlin                    | 1 min 41 s 912 | 11     |
| 12   | PC     | 16  | BAR1 Motorsports                         | Oreca FLM09                    | Martin Plowman Daniel Burkett (en) Matthew McMurry | 1 min 42 s 064 | 12     |
| 13   | P      | 0   | DeltaWing Racing                         | DeltaWing DWC13                | Memo Rojas Katherine Legge                         | 1 min 42 s 284 | 13     |
| 14   | PC     | 85  | JDC-Miller Motorsports                   | Oreca FLM09                    | Misha Goikhberg Chris Miller Rusty Mitchell (en)   | 1 min 42 s 338 | 14     |
| 15   | PC     | 11  | RSR Racing                               | Oreca FLM09                    | Bruno Junqueira Chris Cumming                      | 1 min 42 s 396 | 15     |
| 16   | GTLM   | 24  | BMW Team RLL                             | BMW Z4 GTE (en)                | John Edwards Lucas Luhr                            | 1 min 44 s 177 | 16     |
| 17   | GTLM   | 3   | Corvette Racing                          | Chevrolet Corvette C7.R        | Jan Magnussen Antonio García                       | 1 min 44 s 189 | 17     |
| 18   | GTLM   | 62  | Risi Competizione                        | Ferrari 458 Italia GT2         | Pierre Kaffer Giancarlo Fisichella                 | 1 min 44 s 351 | 18     |
| 19   | GTLM   | 4   | Corvette Racing                          | Chevrolet Corvette C7.R        | Oliver Gavin Tommy Milner                          | 1 min 44 s 479 | 19     |
| 20   | GTLM   | 25  | BMW Team RLL                             | BMW Z4 GTE (en)                | Bill Auberlen Dirk Werner                          | 1 min 44 s 496 | 20     |
| 21   | GTLM   | 911 | Porsche North America                    | Porsche 911 RSR                | Nick Tandy Patrick Pilet Earl Bamber               | 1 min 44 s 685 | 21     |
| 22   | GTLM   | 912 | Porsche North America                    | Porsche 911 RSR                | Jörg Bergmeister Earl Bamber Nick Tandy            | 1 min 44 s 803 | 22     |
| 23   | GTLM   | 17  | Team Falken Tire                         | Porsche 911 RSR                | Bryan Sellers Wolf Henzler                         | 1 min 45 s 250 | 23     |
| 24   | GTD    | 007 | TRG-AMR                                  | Aston Martin V12 Vantage       | Christina Nielsen Kuno Wittmer                     | 1 min 48 s 832 | 24     |
| 25   | GTD    | 22  | Alex Job Racing                          | Porsche 911 GT America         | Cooper MacNeil Leh Keen Andrew Davis               | 1 min 48 s 984 | 25     |
| 26   | GTD    | 73  | Park Place Motorsports                   | Porsche 911 GT America         | Patrick Lindsey Spencer Pumpelly                   | 1 min 49 s 011 | 26     |
| 27   | GTD    | 44  | Magnus Racing                            | Porsche 911 GT America         | John Potter Andy Lally Marco Seefried              | 1 min 49 s 026 | 27     |
| 28   | GTD    | 23  | Team Seattle / Alex Job Racing           | Porsche 911 GT America         | Ian James Mario Farnbacher                         | 1 min 49 s 453 | 28     |
| 29   | GTD    | 33  | Riley Motorsports                        | Dodge Viper GT3-R              | Ben Keating Jeroen Bleekemolen                     | 1 min 49 s 584 | 29     |
| 30   | GTD    | 93  | Riley Motorsports                        | Dodge Viper GT3-R              | Al Carter Marc Goossens Cameron Lawrence (en)      | 1 min 49 s 704 | 30     |
| 31   | GTD    | 97  | Turner Motorsport                        | BMW Z4                         | Michael Marsal Markus Palttala                     | 1 min 49 s 873 | 31     |
| 32   | GTD    | 63  | Scuderia Corsa                           | Ferrari 458 Italia GT2         | Bill Sweedler Townsend Bell                        | 1 min 49 s 976 | 32     |
| 33   | GTD    | 58  | Wright Motorsports                       | Porsche 911 GT America         | Madison Snow Jan Heylen                            | 1 min 50 s 110 | 33     |
| 34   | GTD    | 48  | Paul Miller Racing                       | Audi R8 LMS                    | Christopher Haase Dion von Moltke Bryce Miller     | 1 min 50 s 232 | 34     |

## Résultats
Voici le classement officiel au terme de la course.
- Les vainqueurs de chaque catégorie sont signalés par un fond jauni.
- Pour la colonne Pneus, il faut passer le curseur au-dessus du modèle pour connaître le manufacturier de pneumatiques.

| Pos | Cat  | Pc | n°  | Équipe                                   | Pilotes                                            | Châssis                                  | Pneus | Tours      |
| Pos | Cat  | Pc | n°  | Équipe                                   | Pilotes                                            | Moteur                                   | Pneus | Tours      |
| --- | ---- | -- | --- | ---------------------------------------- | -------------------------------------------------- | ---------------------------------------- | ----- | ---------- |
| 1   | P    | 1  | 90  | VisitFlorida.com Racing                  | Richard Westbrook Michael Valiante                 | Coyote Corvette DP                       | C     | 160        |
| 1   | P    | 1  | 90  | VisitFlorida.com Racing                  | Richard Westbrook Michael Valiante                 | Chevrolet LS9 5.5 L V8                   | C     | 160        |
| 2   | P    | 2  | 01  | Chip Ganassi Racing                      | Joey Hand Scott Pruett                             | Riley Mk XXVI DP                         | C     | + 11 s 351 |
| 2   | P    | 2  | 01  | Chip Ganassi Racing                      | Joey Hand Scott Pruett                             | Ford EcoBoost 3.5 L Turbo V6             | C     | + 11 s 351 |
| 3   | P    | 3  | 5   | Action Express Racing                    | João Barbosa Christian Fittipaldi Max Papis        | Coyote Corvette DP                       | C     | + 15 s 045 |
| 3   | P    | 3  | 5   | Action Express Racing                    | João Barbosa Christian Fittipaldi Max Papis        | Chevrolet LS9 5.5 L V8                   | C     | + 15 s 045 |
| 4   | PC   | 1  | 8   | Starworks Motorsport                     | Renger van der Zande Mike Hedlund (en) Alex Popow  | Oreca FLM09                              | C     | + 2 tours  |
| 4   | PC   | 1  | 8   | Starworks Motorsport                     | Renger van der Zande Mike Hedlund (en) Alex Popow  | Chevrolet LS9 5.5 L V8                   | C     | + 2 tours  |
| 5   | PC   | 2  | 52  | PR1/Mathiasen Motorsports                | Mike Guasch Tom Kimber-Smith Andrew Palmer (en)    | Oreca FLM09                              | C     | + 2 tours  |
| 5   | PC   | 2  | 52  | PR1/Mathiasen Motorsports                | Mike Guasch Tom Kimber-Smith Andrew Palmer (en)    | Chevrolet 6.2 L V8                       | C     | + 2 tours  |
| 6   | PC   | 3  | 16  | BAR1 Motorsports                         | Martin Plowman Daniel Burkett (en) Matthew McMurry | Oreca FLM09                              | C     | + 2 tours  |
| 6   | PC   | 3  | 16  | BAR1 Motorsports                         | Martin Plowman Daniel Burkett (en) Matthew McMurry | Chevrolet LS9 5.5 L V8                   | C     | + 2 tours  |
| 7   | PC   | 4  | 54  | CORE Autosport                           | Jon Bennett Colin Braun James Gue                  | Oreca FLM09                              | C     | + 2 tours  |
| 7   | PC   | 4  | 54  | CORE Autosport                           | Jon Bennett Colin Braun James Gue                  | Chevrolet 6.2 L V8                       | C     | + 2 tours  |
| 8   | P    | 4  | 31  | Action Express Racing                    | Eric Curran Dane Cameron Max Papis                 | Coyote Corvette DP                       | C     | + 2 tours  |
| 8   | P    | 4  | 31  | Action Express Racing                    | Eric Curran Dane Cameron Max Papis                 | Chevrolet LS9 5.5 L V8                   | C     | + 2 tours  |
| 9   | PC   | 5  | 85  | JDC-Miller Motorsports                   | Misha Goikhberg Chris Miller Rusty Mitchell (en)   | Oreca FLM09                              | C     | + 2 tours  |
| 9   | PC   | 5  | 85  | JDC-Miller Motorsports                   | Misha Goikhberg Chris Miller Rusty Mitchell (en)   | Chevrolet LS9 5.5 L V8                   | C     | + 2 tours  |
| 10  | GTLM | 1  | 17  | Team Falken Tire                         | Bryan Sellers Wolf Henzler                         | Porsche 911 RSR                          | F     | + 3 tours  |
| 10  | GTLM | 1  | 17  | Team Falken Tire                         | Bryan Sellers Wolf Henzler                         | Porsche 4.0 L Flat-6                     | F     | + 3 tours  |
| 11  | GTLM | 2  | 912 | Porsche North America                    | Jörg Bergmeister Earl Bamber Nick Tandy            | Porsche 911 RSR                          | M     | + 3 tours  |
| 11  | GTLM | 2  | 912 | Porsche North America                    | Jörg Bergmeister Earl Bamber Nick Tandy            | Porsche 4.0 L Flat-6                     | M     | + 3 tours  |
| 12  | GTLM | 3  | 25  | BMW Team RLL                             | Bill Auberlen Dirk Werner                          | BMW Z4 GTE (en)                          | M     | + 3 tours  |
| 12  | GTLM | 3  | 25  | BMW Team RLL                             | Bill Auberlen Dirk Werner                          | BMW 4.4 L V8                             | M     | + 3 tours  |
| 13  | GTLM | 4  | 3   | Corvette Racing                          | Jan Magnussen Antonio García                       | Chevrolet Corvette C7.R                  | M     | + 3 tours  |
| 13  | GTLM | 4  | 3   | Corvette Racing                          | Jan Magnussen Antonio García                       | Chevrolet LT5.5 5.5 L V8                 | M     | + 3 tours  |
| 14  | GTLM | 5  | 62  | Risi Competizione                        | Pierre Kaffer Giancarlo Fisichella                 | Ferrari F458 Italia                      | M     | + 3 tours  |
| 14  | GTLM | 5  | 62  | Risi Competizione                        | Pierre Kaffer Giancarlo Fisichella                 | Ferrari 4.5 L V8                         | M     | + 3 tours  |
| 15  | GTLM | 6  | 911 | Porsche North America                    | Nick Tandy Patrick Pilet Earl Bamber               | Porsche 911 RSR                          | M     | + 3 tours  |
| 15  | GTLM | 6  | 911 | Porsche North America                    | Nick Tandy Patrick Pilet Earl Bamber               | Porsche 4.0 L Flat-6                     | M     | + 3 tours  |
| 16  | GTD  | 1  | 93  | Riley Motorsports                        | Al Carter Marc Goossens Cameron Lawrence (en)      | Dodge Viper GT3-R                        | C     | + 8 tours  |
| 16  | GTD  | 1  | 93  | Riley Motorsports                        | Al Carter Marc Goossens Cameron Lawrence (en)      | Dodge 8.0 L V10                          | C     | + 8 tours  |
| 17  | GTD  | 2  | 44  | Magnus Racing                            | John Potter Andy Lally Marco Seefried              | Porsche 911 GT America                   | C     | + 8 tours  |
| 17  | GTD  | 2  | 44  | Magnus Racing                            | John Potter Andy Lally Marco Seefried              | Porsche 4.0 L Flat-6                     | C     | + 8 tours  |
| 18  | GTD  | 3  | 48  | Paul Miller Racing                       | Christopher Haase Dion von Moltke Bryce Miller     | Audi R8 LMS                              | C     | + 8 tours  |
| 18  | GTD  | 3  | 48  | Paul Miller Racing                       | Christopher Haase Dion von Moltke Bryce Miller     | Audi 5.2 L V10                           | C     | + 8 tours  |
| 19  | GTD  | 4  | 63  | Scuderia Corsa                           | Bill Sweedler Townsend Bell                        | Ferrari F458 Italia                      | C     | + 8 tours  |
| 19  | GTD  | 4  | 63  | Scuderia Corsa                           | Bill Sweedler Townsend Bell                        | Ferrari 4.5 L V8                         | C     | + 8 tours  |
| 20  | GTD  | 5  | 22  | Alex Job Racing                          | Cooper MacNeil Leh Keen Andrew Davis               | Porsche 911 GT America                   | C     | + 8 tours  |
| 20  | GTD  | 5  | 22  | Alex Job Racing                          | Cooper MacNeil Leh Keen Andrew Davis               | Porsche 4.0 L Flat-6                     | C     | + 8 tours  |
| 21  | GTD  | 6  | 33  | Riley Motorsports                        | Ben Keating Jeroen Bleekemolen                     | Dodge Viper GT3-R                        | C     | + 8 tours  |
| 21  | GTD  | 6  | 33  | Riley Motorsports                        | Ben Keating Jeroen Bleekemolen                     | Dodge 8.0 L V10                          | C     | + 8 tours  |
| 22  | GTD  | 7  | 23  | Team Seattle / Alex Job Racing           | Ian James Mario Farnbacher                         | Porsche 911 GT America                   | C     | + 8 tours  |
| 22  | GTD  | 7  | 23  | Team Seattle / Alex Job Racing           | Ian James Mario Farnbacher                         | Porsche 4.0 L Flat-6                     | C     | + 8 tours  |
| 23  | GTD  | 8  | 58  | Wright Motorsports                       | Madison Snow Jan Heylen                            | Porsche 911 GT America                   | C     | + 8 tours  |
| 23  | GTD  | 8  | 58  | Wright Motorsports                       | Madison Snow Jan Heylen                            | Porsche 4.0 L Flat-6                     | C     | + 8 tours  |
| 24  | GTD  | 9  | 97  | Turner Motorsport                        | Michael Marsal Markus Palttala                     | BMW Z4                                   | C     | + 9 tours  |
| 24  | GTD  | 9  | 97  | Turner Motorsport                        | Michael Marsal Markus Palttala                     | BMW 4.4 L V8                             | C     | + 9 tours  |
| 25  | GTD  | 10 | 007 | TRG-AMR North America                    | Christina Nielsen Kuno Wittmer                     | Aston Martin V12 Vantage                 | C     | + 12 tours |
| 25  | GTD  | 10 | 007 | TRG-AMR North America                    | Christina Nielsen Kuno Wittmer                     | Aston Martin 6.0 L V12                   | C     | + 12 tours |
| 26  | GTD  | 11 | 73  | Park Place Motorsports                   | Patrick Lindsey Spencer Pumpelly                   | Porsche 911 GT America                   | C     | + 13 tours |
| 26  | GTD  | 11 | 73  | Park Place Motorsports                   | Patrick Lindsey Spencer Pumpelly                   | Porsche 4.0 L Flat-6                     | C     | + 13 tours |
| 27  | P    | 5  | 07  | SpeedSource                              | Tom Long Joel Miller Ben Devlin                    | Mazda Prototype                          | C     | + 16 tours |
| 27  | P    | 5  | 07  | SpeedSource                              | Tom Long Joel Miller Ben Devlin                    | Mazda Skyactiv-D 2.2 L Turbo I4 (Diesel) | C     | + 16 tours |
| 28  | P    | 6  | 10  | Wayne Taylor Racing                      | Ricky Taylor Jordan Taylor Max Angelelli           | Coyote Corvette DP                       | C     | + 17 tours |
| 28  | P    | 6  | 10  | Wayne Taylor Racing                      | Ricky Taylor Jordan Taylor Max Angelelli           | Chevrolet LS9 5.5 L V8                   | C     | + 17 tours |
| 29  | GTLM | 7  | 4   | Corvette Racing                          | Oliver Gavin Tommy Milner                          | Chevrolet Corvette C7.R                  | M     | + 24 tours |
| 29  | GTLM | 7  | 4   | Corvette Racing                          | Oliver Gavin Tommy Milner                          | Chevrolet LT5.5 5.5 L V8                 | M     | + 24 tours |
| 30  | PC   | 6  | 11  | Rocketsports Racing                      | Bruno Junqueira Chris Cumming                      | Oreca FLM09                              | C     | + 50 tours |
| 30  | PC   | 6  | 11  | Rocketsports Racing                      | Bruno Junqueira Chris Cumming                      | Chevrolet LS9 5.5 L V8                   | C     | + 50 tours |
| 31  | PC   | 7  | 38  | Performance Tech Motorsports             | James French Jerome Mee Conor Daly                 | Oreca FLM09                              | C     | + 55 tours |
| 31  | PC   | 7  | 38  | Performance Tech Motorsports             | James French Jerome Mee Conor Daly                 | Chevrolet LS9 5.5 L V8                   | C     | + 55 tours |
| 32  | P    | 7  | 60  | Michael Shank Racing avec Curb-Agajanian | John Pew (en) Oswaldo Negri Jr.                    | Ligier JS P2                             | C     | + 58 tours |
| 32  | P    | 7  | 60  | Michael Shank Racing avec Curb-Agajanian | John Pew (en) Oswaldo Negri Jr.                    | Honda HPD HR28TT 2.8 L Turbo V6          | C     | + 58 tours |
| 33  | P    | 8  | 0   | DeltaWing Racing                         | Memo Rojas Katherine Legge                         | DeltaWing DWC13                          | C     | + 65 tours |
| 33  | P    | 8  | 0   | DeltaWing Racing                         | Memo Rojas Katherine Legge                         | Élan 1.9 L Turbo I4                      | C     | + 65 tours |
| 34  | GTLM | 8  | 24  | BMW Team RLL                             | John Edwards Lucas Luhr                            | BMW Z4 GTE (en)                          | M     | + 77 tours |
| 34  | GTLM | 8  | 24  | BMW Team RLL                             | John Edwards Lucas Luhr                            | BMW 4.4 L V8                             | M     | + 77 tours |